# کلیولند کاوالیرز
کلیولند کاوالیرز (انگلیسی Cleveland Cavaliers) یکی از تیم‌های حاضر اتحادیه ملی بسکتبال آمریکا است و مقر آن در کلیولند ایالت اوهایو قرار دارد. بازیکنانی مثل لبران جیمز در این تیم درفت شده‌اند و بازیکنان بزرگی همچون نیت تارموند، والت کلاید فریزر و شکیل اونیل نیز در پایان دوران حرفه‌ای خود، در این تیم بازی کردند. تیم کلیولند با ۲۶ باخت متوالی در فصل ۲۰۱۱–۲۰۱۰ رکورد دار باخت‌های پی در پی در میان تیم‌های ان بی ای است. این تیم برای اولین بار در سال ۲۰۱۶ قهرمان ان‌بی‌ای شد.

## وبگاه رسمی
- Cleveland Cavaliers